# Japanoise
Japanoise é uma palavra formada pela aglutinação das palavras "Japanese" e "Noise (Barulho)", e que consigna a cena de noise music do Japão.

## História
Nick Cain do The Wire afirma que Merzbow, Hijokaidan e Incapacitants são os maiores artistas da cena de Noise music desde 1990. Alguns artistas japoneses de Noise não aceitam serem rotulados e atribuídos ao Japanoise, e afirmam que o uso do termo ignora as diferenças musicais dos músicos que muitas vezes nem se conhecem ou seguem a mesma abordagem.
No dia 8 de maio de 1960, seis jovens músicos japoneses, incluindo Takehisa Kosugi e Yasunao Tone, formaram o grupo Ongaku com duas fitas gravadas de noise music: Automatism e Object. Essas gravações foram feitas tanto com a  instrumentos musicais tradicionais quanto com sons do aspirador de pó, de rádios, barris de óleo, de uma boneca e de vários pratos sendo quebrados. Além disso, a velocidade que a fita foi gravada foi alterada, tendo os sons totalmente alterados e distorcidos. Entre o final dos anos 70 e o começo dos anos 80, Merzbow utilizou algumas faixas álbum de Lou Reed, Metal Machine Music como referência para inovar a estética do Japanoise utilizando a guitarra distorcida mono.
De acordo com Paul Hegarty (2007), "De qualquer forma, com o crescimento das produções de músicas noise, principalmente no Japão, podemos finalmente chamar o Japanoise de gênero". Outras legiões de artistas de Japanoise como, Hijokaidan, Boredoms, C.C.C.C., Incapacitants, KK Null, Yamazaki Maso, Solmania, K2, The Gerogerigegege, Mayuko Hino, Ruins e Hanatarash contribuíram ainda mais para com seu desenvolvimento.